# Hypogrammodes subocellata
Hypogrammodes subocellata là một loài bướm đêm trong họ Noctuidae.